# Paramètre d'impact

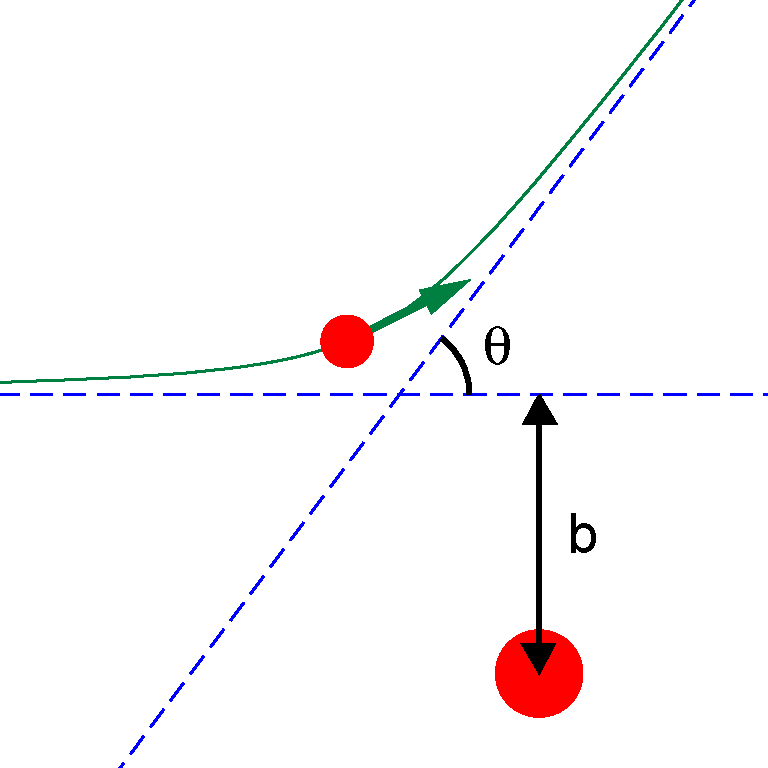
Paramètre d'impact b et angle de diffusion θ.

Le paramètre d'impact {\displaystyle b} est défini comme étant la distance perpendiculaire entre la trajectoire d'un projectile et le centre du champ {\displaystyle U(r)} créé par un objet dont le projectile s'approche (voir diagramme). Ce paramètre est souvent utilisé en physique nucléaire (voir Diffusion Rutherford) comme en mécanique classique.
Le paramètre d'impact est relié à l'angle de diffusion (scattering angle en anglais) {\displaystyle \theta } par :
où {\displaystyle v_{\infty }} est la vitesse du projectile quand il est loin du centre (« à l'infini ») et {\displaystyle r_{\mathrm {min} }} est sa distance minimale au centre.